# Bảo tàng thành phố Karol Točík ở Turzovka
Bảo tàng thành phố Karol Točík ở Turzovka (tiếng Slovakia: Mestské múzeum Karola Točíka v Turzovke) là một bảo tàng tọa lạc ở số 179 phố R. Jašíka, thành phố Turzovka, vùng Žilina, Slovakia. Bảo tàng được đặt theo tên của cựu linh mục giáo xứ và nhà sử học Karol Točík (sinh năm 1890 tại Ústie nad Oravou - mất năm 1960 tại Žilina). Ông từng làm việc ở Turzovka từ năm 1917 đến năm 1959.

## Lịch sử
Bảo tàng được thành lập theo khởi xướng của hiệp hội công dân Spolek přátel Turzovky và Terra Kisucensis. Các nỗ lực chung của thành phố và các hiệp hội công dân về việc thành lập bảo tàng cuối cùng cũng đạt được thành tựu. Hội đồng thành phố đã ra quy chế thành lập bảo tàng thành phố, có hiệu lực từ ngày 1 tháng 10 năm 2015. Bảo tàng chính thức bắt đầu hoạt động vào ngày 1 tháng 5 năm 2016, và lễ khánh thành bảo tàng diễn ra vào ngày 12 tháng 8 cùng năm. Cuộc triển lãm đầu tiên của bảo tàng mang tên "Di sản của những người cha" đã thu hút rất nhiều khách tham quan. Cuộc triển lãm ra mắt này bao gồm tuyển chọn các hiện vật được các tổ chức ở địa phương và người dân sinh sống ở Turzovka và các làng lân cận tặng cho bảo tàng.